# Microfono di cristallo
Il Premio RadioRAI Microfono di Cristallo è un premio Radiofonico Italiano, che prevede l'assegnazione di simbolici microfoni di cristallo. È un riconoscimento che viene assegnato annualmente alla personalità distintasi nel campo della radiofonia, dello Spettacolo, dell'Arte e dal 2009 anche dell'Economia.

## Storia
Il Microfono di cristallo - Umberto Benedetto è un premio Radiofonico Italiano, che prevede l'assegnazione di simbolici microfoni di cristallo, realizzati dal Consorzio del Cristallo di Colle di Val D'Elsa, ad un attore o attrice differenziatisi per le loro interpretazioni radiofoniche, ad una personalità che è stata capace di valorizzare le trasmissioni della Radio e ad un autore di radiodramma. 
Altri due riconoscimenti sono inoltre riservati ai giovani: uno per la voce radiofonica e l'altro per l'ideazione di una trasmissione - Radio. Creato con lo scopo di supportare la radiofonia di qualità, il premio è dedicato al ricordo di Umberto Benedetto, grande pioniere del radiodramma e indimenticabile regista a cui si deve la Sede Rai di Firenze. Dal 2009 anche Microfono di Cristallo per l'Economia.
È un'iniziativa promossa con il patrocinio dell'Associazione Personae Arte e Comunicazione, del Centro Unesco di Firenze e della Rai di Firenze.

## Edizioni
La prima cerimonia di premiazione, nel 2005, è stata presentata da Carlo Conti ed ha premiato alla carriera Ugo Pagliai, Olga Pangoli, il giovane regista Alessio Della Valle ed una giovane voce femminile, Angela Cilibeti.
La seconda premiazione è stata condotta da Giancarlo Monti e Gaetano Gennai ed ha premiato chi alla televisione ha promosso la radio: Marco Baldini, un premio a chi ha promosso la storia della radio è andato a Pierfrancesco Listri, Gennaro Aceto ha ricevuto il Premio per un testi e due giovani hanno ritirato il premio rispettivamente per la regia, Emma Stopelli (Parma), e per la voce Giuseppe Bonifati (Roma).
La terza premiazione è stata condotta da Umberto Broccoli ed ha premiato Stefano Bollani, Davide Riondino, Mirko Guerrini e Franco Cardini per l'ideazione di trasmissioni radiofoniche di successo; sono stati premiati come "giovane voce" e l'ideazione di trasmissioni radiofoniche Angelo Airò Farulla e per la scrittura di radiodramma Cristina Gualandi, Chiara Casarico e Tiziana Scrocco.
Nella quarta edizione, presentata da Michele Mirabella, la giuria (composta da Giovanni Antonucci, Nicola Cariglia, direttore della RAI di Firenze e Maura Del Serra) ha deciso di consegnare ad Arnoldo Foà il Microfono di Cristallo 2008 quale personalità distintasi nella radiofonia; il premio per la "giovane Voce per la Radio" a Teresa Paternoster e quello per un testo di radiodramma va a Maria Pia Daniele per “Cattive Madri”
Nella quinta edizione, il Microfono di cristallo per la radiofonia è andato a Laura Leoni, pittrice e scrittrice e a Gemma Aiuti, psicologa e scrittrice, mentre quello per l'economia, alla prima edizione, è andato a Paolo Campinoti, amministratore delegato della Pramac.

## Vincitori
- 2005 Ugo Pagliai, Olga Pagoli, Alessio della Valle, Angela Ciliberti, Giuseppe Bonifati
- 2006 Marco Baldini, Pierfrancesco Listri, Gennaro Aceto, Emma Stopelli
- 2007 Stefano Bollani, Davide Riondino, Mirko Guerrini, Franco Cardini, Angelo Airò Farulla, Cristina Gualandi, Chiara Casarico e T. Scrocco
- 2008 Arnoldo Foà, Maria Pia Daniele, Teresa Paternoster
- 2009 Laura Leoni, Paolo Campinoti, Gemma Aiuti